# سرگی استاخوفسکی
 سرگی استاخوفسکی (اوکراینی: Сергій Стаховський؛ زادهٔ ۶ ژانویهٔ ۱۹۸۶) یک تنیس‌باز اهل اوکراین است. 